# María Elena Olazábal Estrada de Hirsch
María Elena Olazábal Estrada de Hirsch (Buenos Aires, 12 de diciembre de 1924-10 de febrero de 2019) fue una empresaria y filántropa argentina. Al frente de la compañía Bellamar Estancias, fue la segunda criadora de toros registrados en la Argentina y una de las diez mujeres más ricas del país.

## Biografía
Nació en Buenos Aires el 12 de diciembre de 1924, en el seno de una familia patricia argentina,  hija de Enrique de Olazábal Domínguez y María del Carmen de Estrada Borbón. Su bisabuelo paterno fue el General Manuel de Olazábal, destacado militar argentino que intervino en el Ejército de los Andes, junto a José de San Martín. Su bisabuela paterna fue Laureana Ferrari, una de las mujeres patricias argentinas, recordada por su participación en la confección de la bandera del ejército libertador. Su abuelo materno fue el educador y escritor José Manuel Estrada.
Elena se casó en primeras nupcias con Marcelo Carlos Alberto Saint Malbranche, socio de Saint Hermanos, con quien tuvo tres hijos: Elena María, Marcelo Santiago Emilio y Marina Victoria Saint Olazábal. Su primer esposo falleció en 1957.
Contrajo matrimonio en segundas nupcias en 1958 Mario Hirsch Gottschalsk. Mario Hirsch fue el principal accionista de Bunge & Born, la corporación más poderosa e influyente de Argentina durante el siglo XX.
En 1974, durante el secuestro de Juan y Jorge Born III, Elena y Mario Hirsch debieron radicarse en Madrid, desde donde coordinaron el pago del rescate junto a Jorge Born II.
Mario Hirsch desarrolló el negocio de las cabañas pecuarias, entre las que se encontraban Las Lilas, Corral de Guardia, Bellamar y El Bonete. Falleció en 1987, dejando a Elena como heredera al frente de los negocios familiares.

## Actividad empresaria
Bellamar Estancias fue una de las cuatro unidades en que se dividió el patrimonio de Comega.

En 2001, Elena impulsó el ingreso de Bunge Limited a la bolsa de Nueva York.
Bellamar se convirtió en una de las cinco empresas agropecuarias más grandes de Argentina. Tiene establecimientos en Buenos Aires, Córdoba, Formosa y Salta, dedicadas a la reproducción bovina. Actualmente la compañía es gestionada por su nieto mayor, Carlos Braun.

## Filantropía
Elena se destacó también como filántropa y coleccionista de arte.
Poseía una de las mayores colecciones de platería colonial y europea de Latinoamérica.
Como miembro de la Fundación Bunge & Born, Elena creó en 1991 el Premio Mario Hirsch para empleados de la empresa que finalizan la universidad con los mejores promedios. También instituyó la Beca Mario Hirsch, que la fundación otorga a investigadores que realizaron su postdoctorado en Estados Unidos y deciden regresar al país con el propósito de reinsertarse en su sistema científico.
Desde 1995 fue presidente de la Fundación Para las Artes, concesionaria del Centro Cultural Borges. Fue socia protectora de la Asociación Amigos del Museo Nacional de Bellas Artes y de la Federación Argentina de Amigos del Museo, entre otras.
Su vocación católica se expresó en múltiples causas de beneficencia.
Fue pública su amistad con la dirigente Elisa Carrió, a quien acompañó durante su candidatura presidencial en 2007.

## Fallecimiento
Falleció en Buenos Aires el 10 de febrero de 2019, a los 93 años. Sus restos yacen en el Cementerio de la Recoleta. Su hija Elena Saint tuvo cinco hijos. Uno de ellos, Carlos Braun, reemplazó a Elena Olazábal de Hirsch como presidente del grupo familiar.